# 南陽労働者区

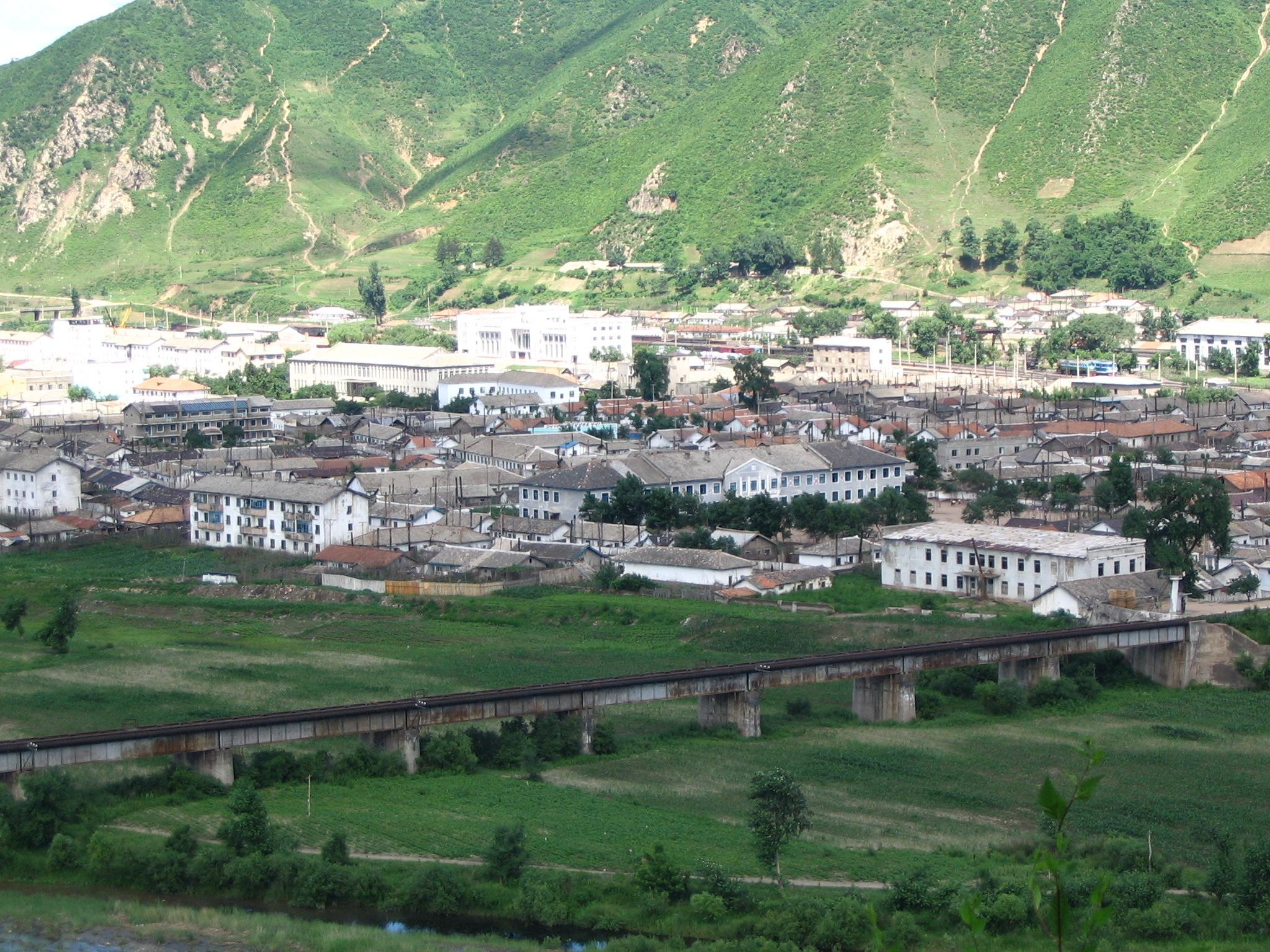
中国側から見た2015年以前の南陽

南陽労働者区（ナミャンろうどうしゃく、朝鮮語: 남양로동자구）は、朝鮮民主主義人民共和国咸鏡北道穏城郡に属する労働者区。
豆満江を隔てて中華人民共和国延辺朝鮮族自治州図們市と接する国境の町である。北緯42度57分06秒 東経129度51分33秒 / 北緯42.95167度 東経129.85917度座標: 北緯42度57分06秒 東経129度51分33秒 / 北緯42.95167度 東経129.85917度に位置し、半径5km以内の推定人口は65,956人、労働者区の標高は39m。

## 交通
- 南陽駅 - 図們国境鉄道大橋で図們江対岸の中国と結ばれている。
- 図們国境大橋 - 中国の図們市と結ばれている。

## ギャラリー

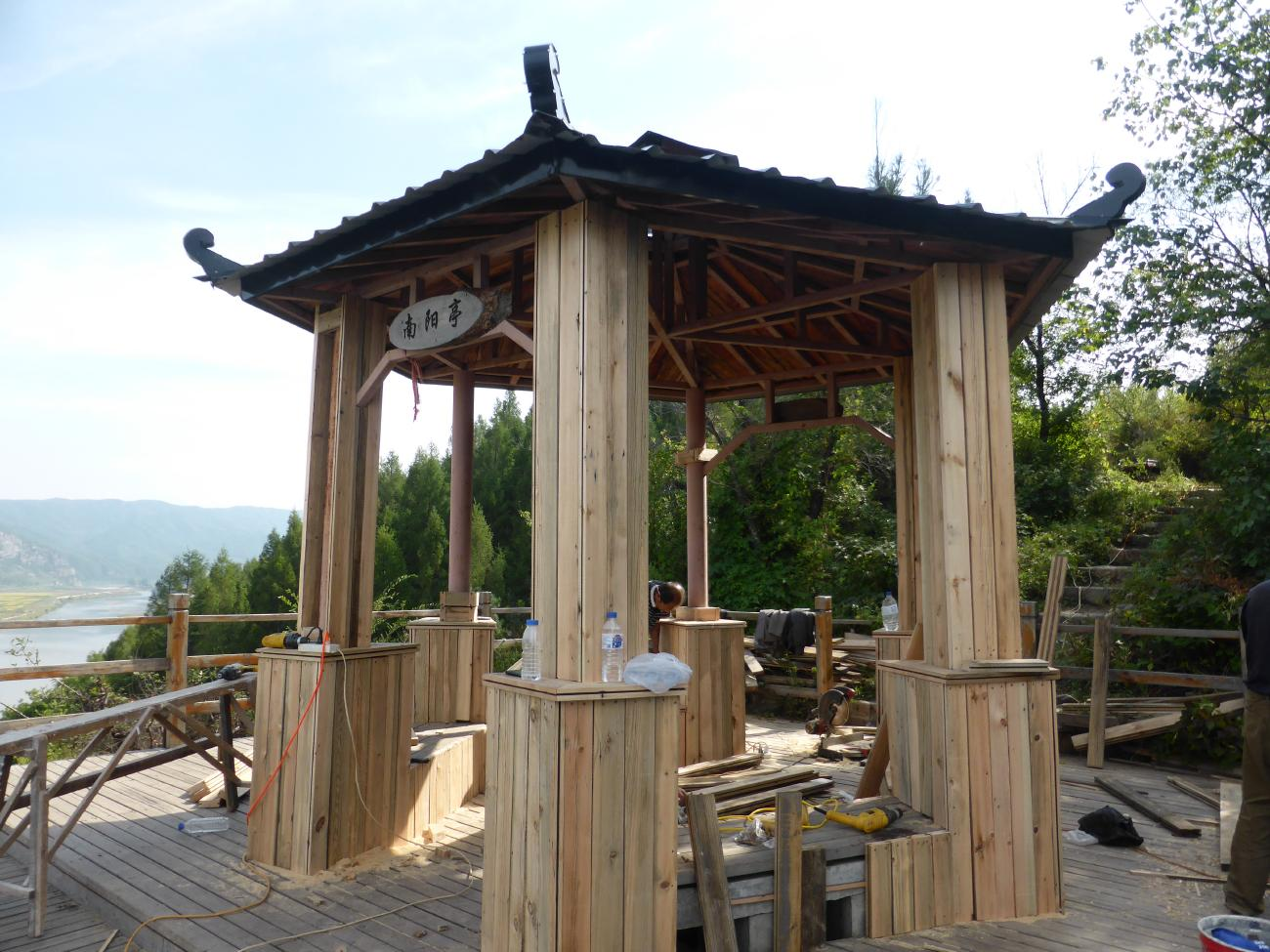
日出山中腹にある南陽亭
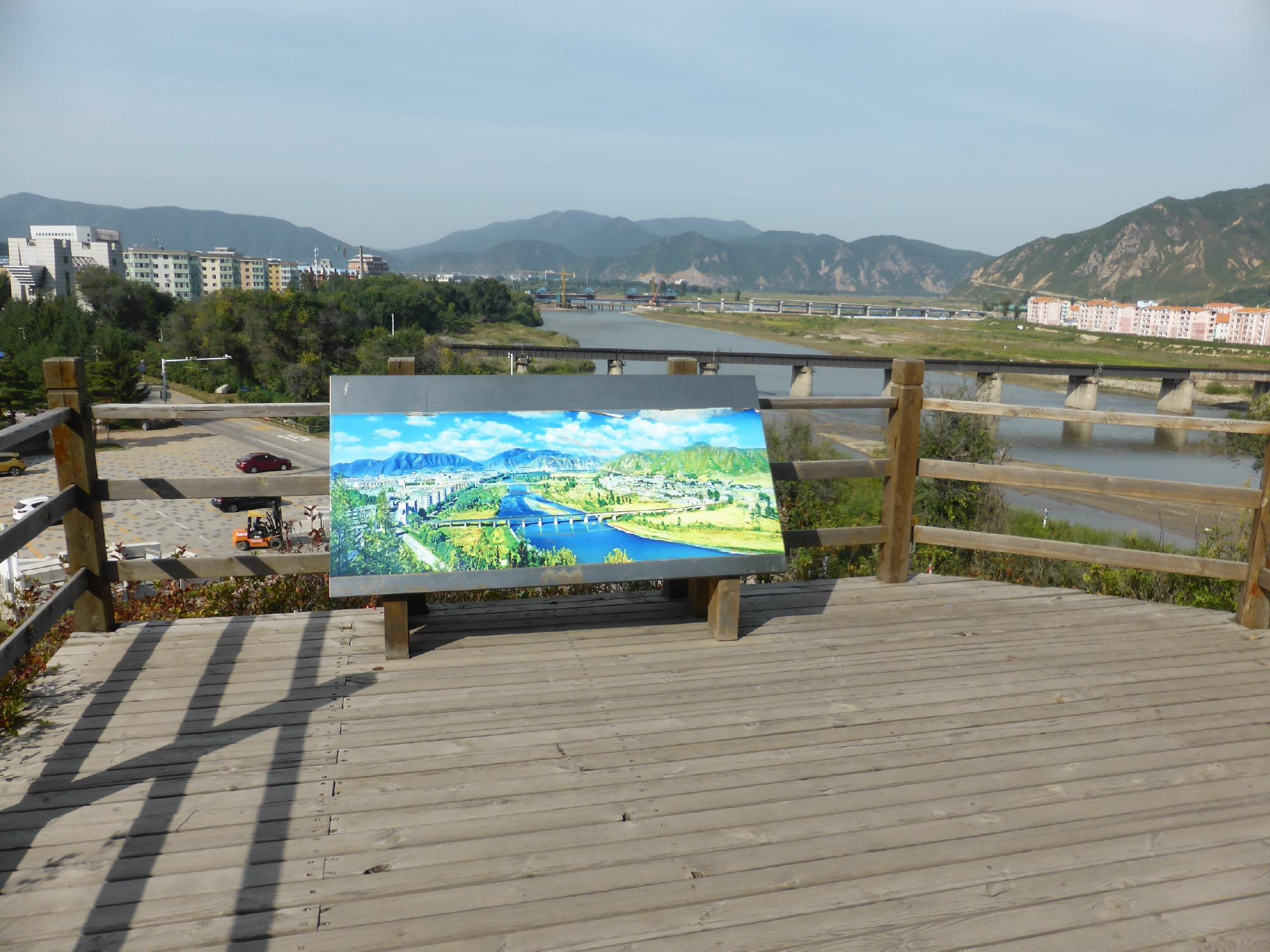
南陽亭から図們江両岸を眺める
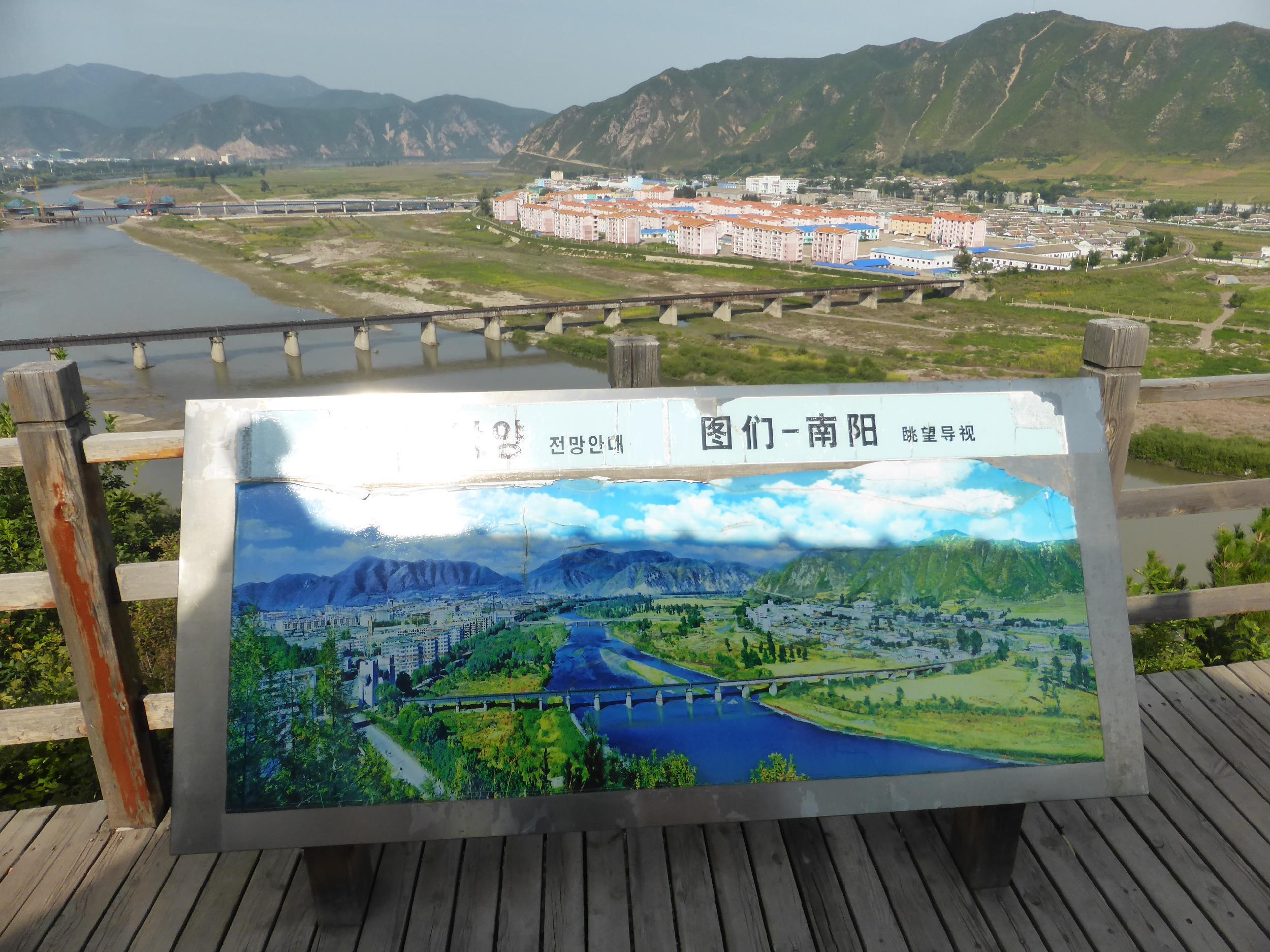
2017年以降の南陽労働者区全景。
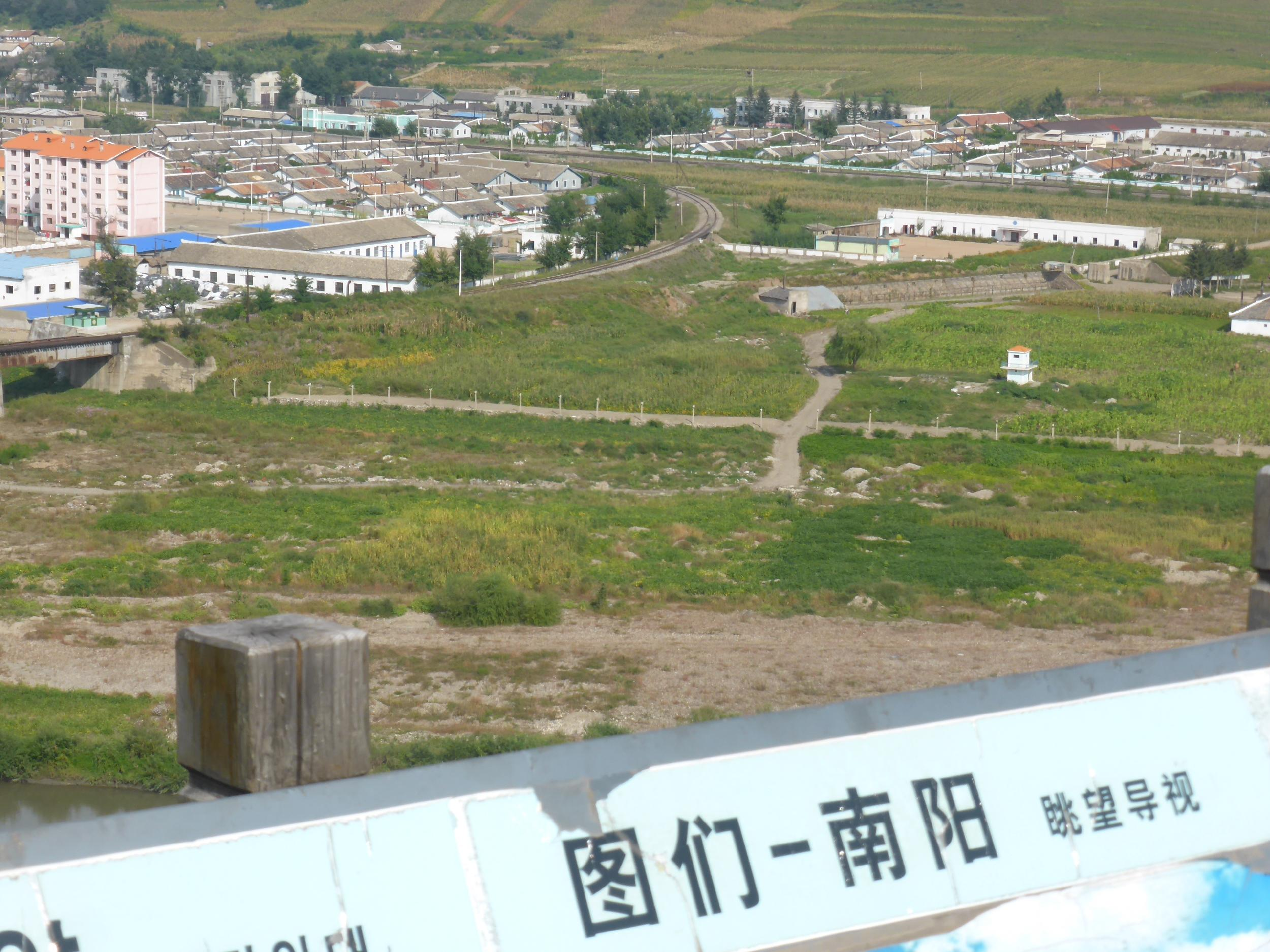
南陽国境線と監視塔、および咸北線
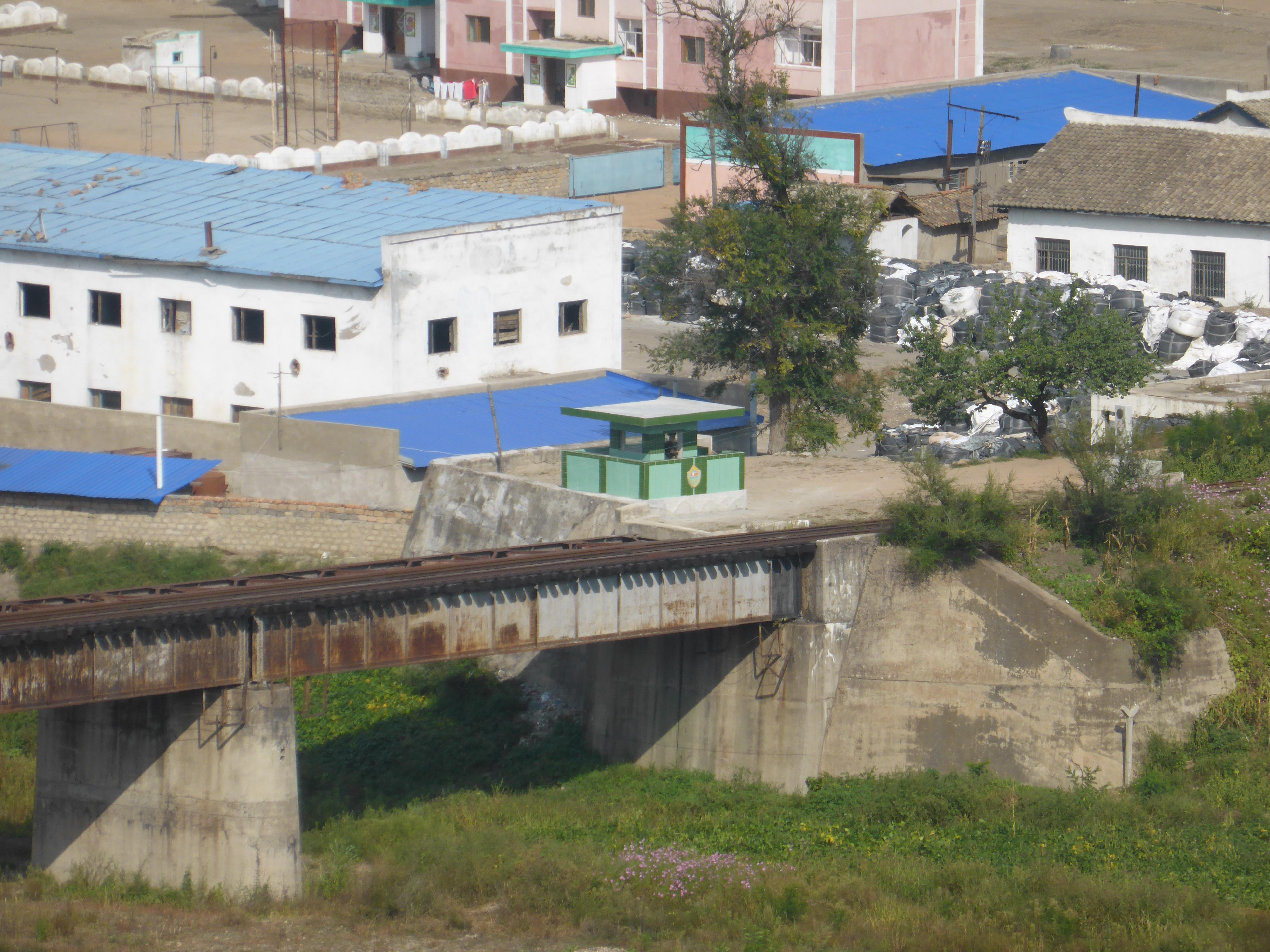
鉄道警備兵
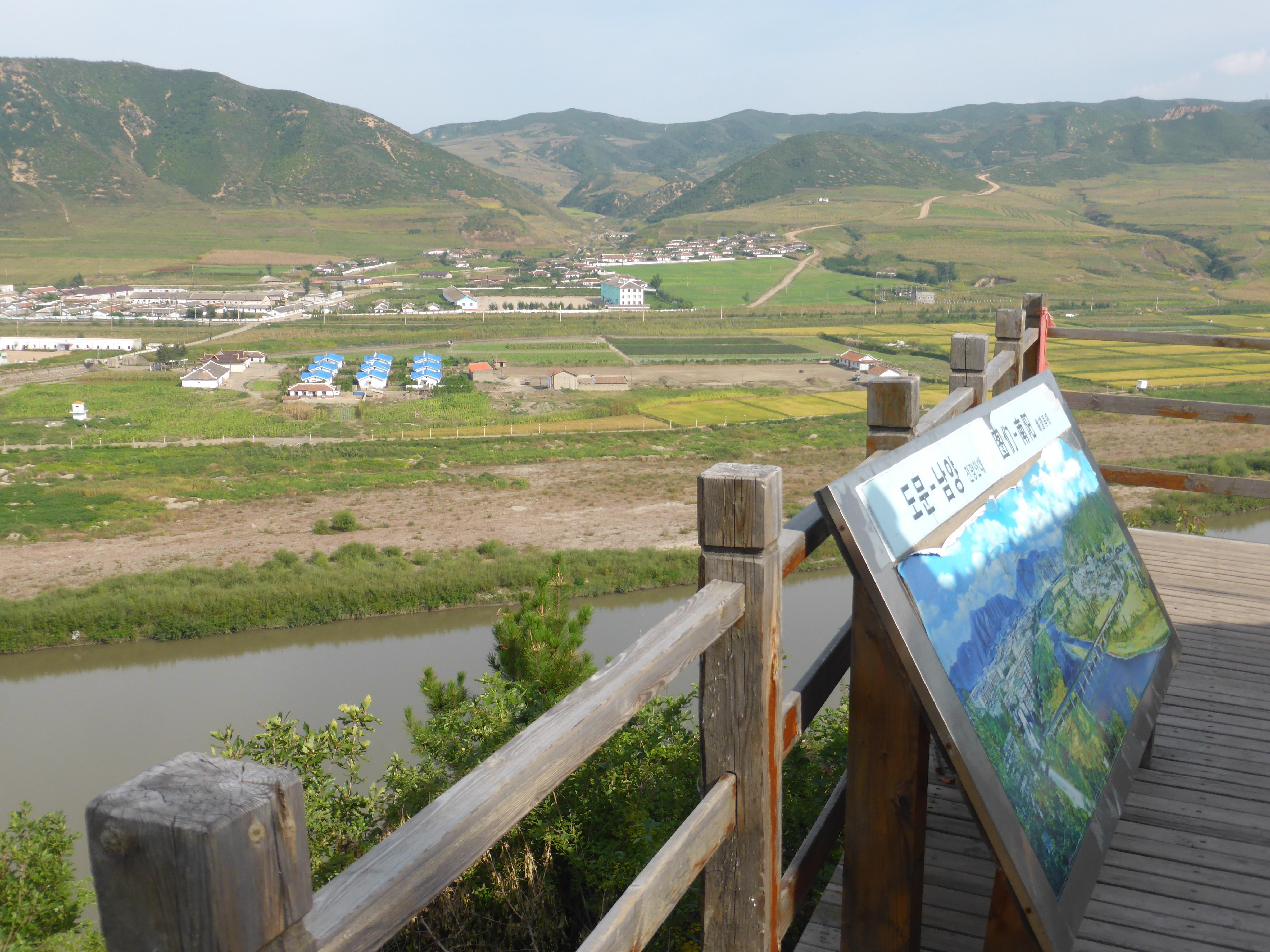
南陽労働者区の西側
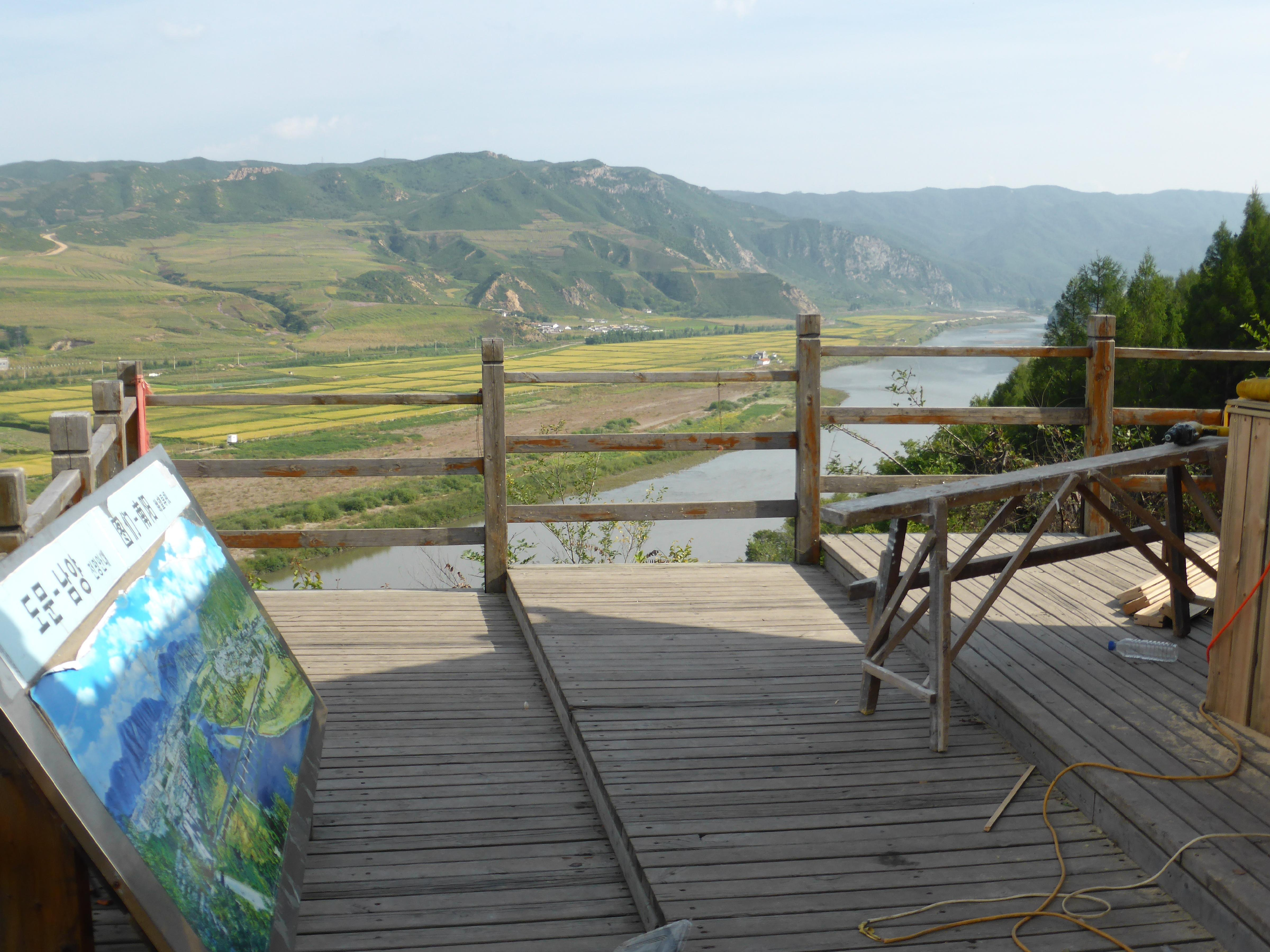
南陽労働者区の図們江上流
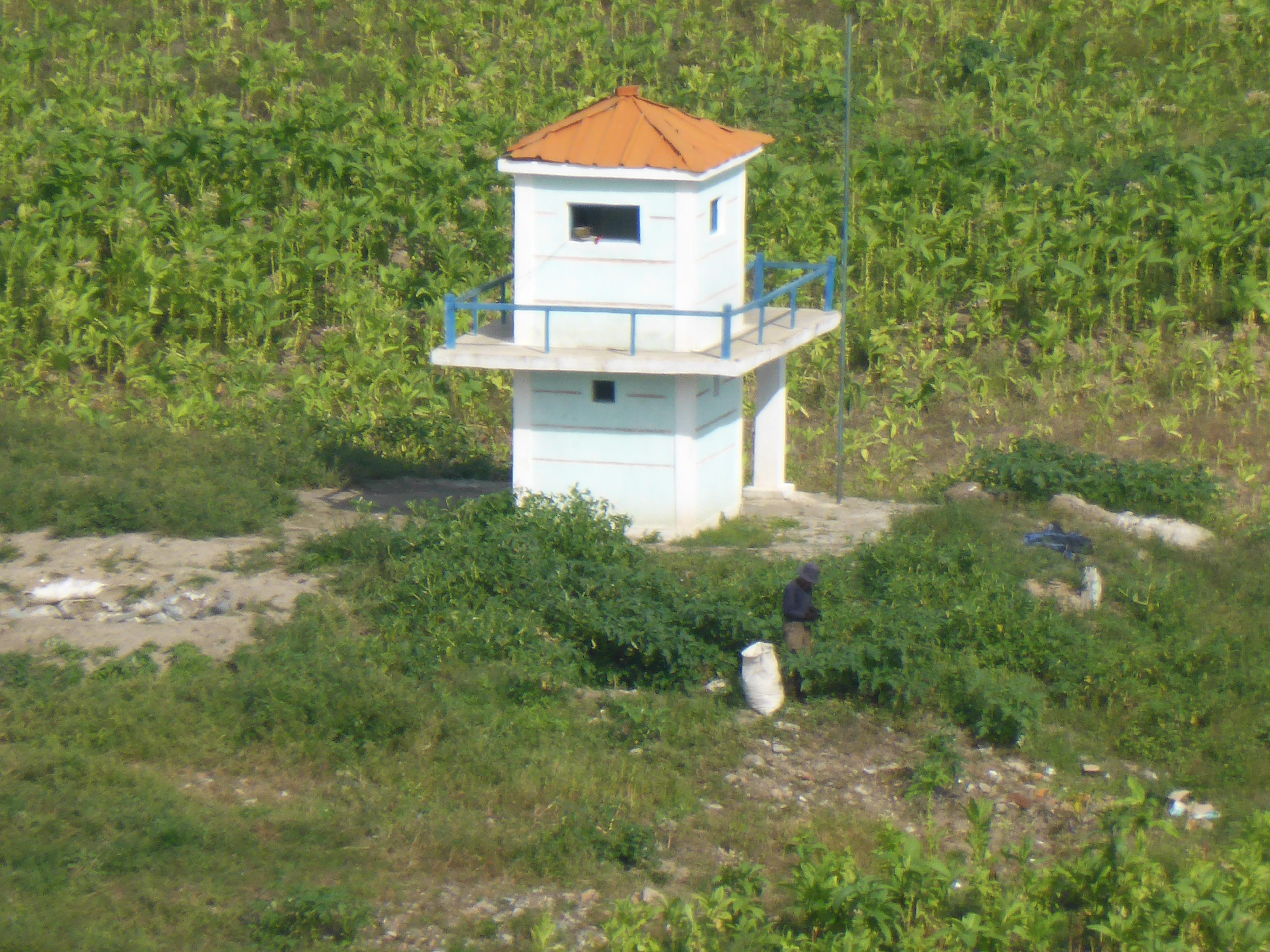
監視塔をズームアップ
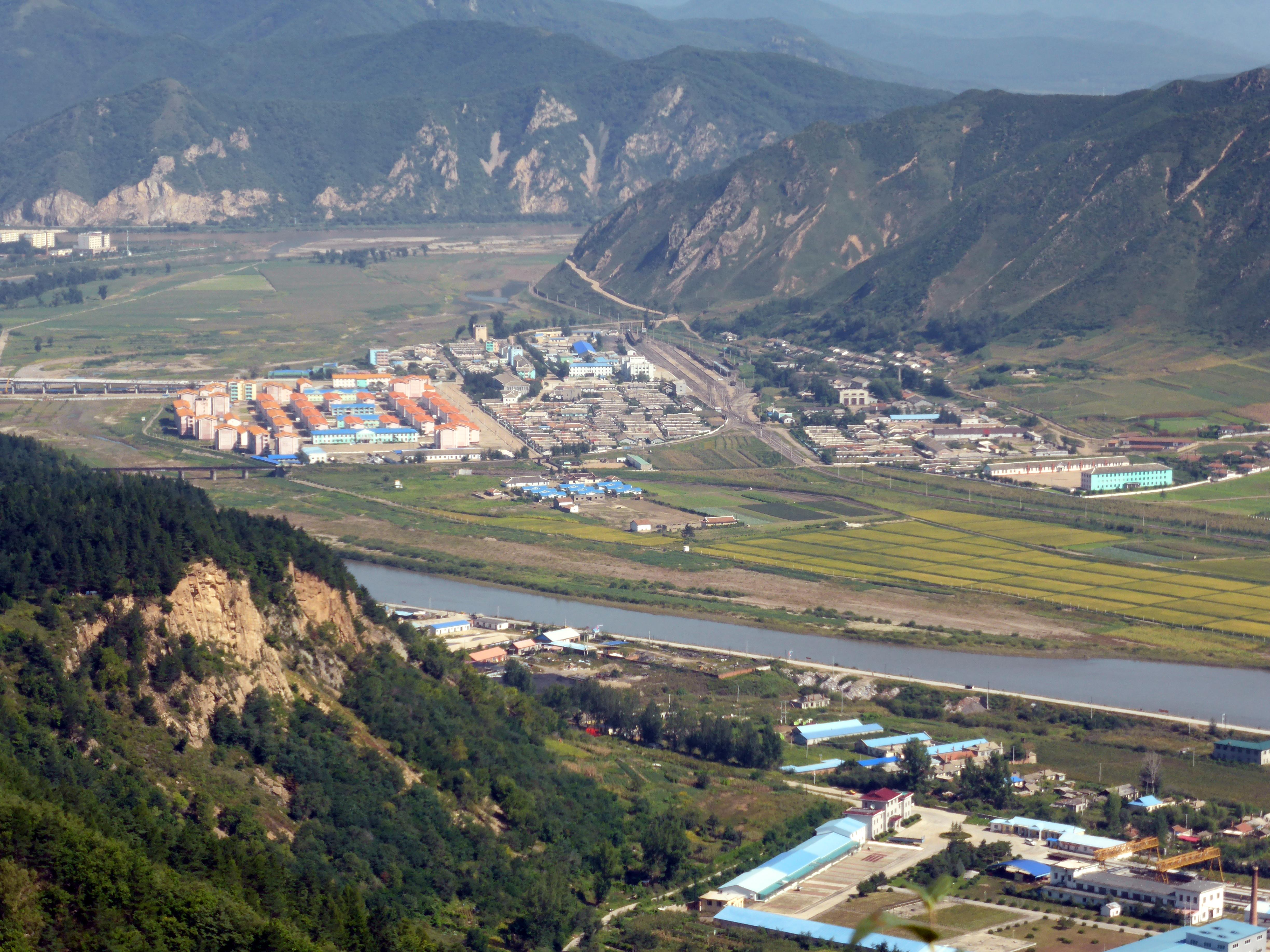
日出山山頂から望む南陽労働者区全景